# Le Porge
Le Porge (Lo Pòrge en gascon) est une commune du Sud-Ouest de la France, située dans le département de la Gironde (région Nouvelle-Aquitaine).
Ses habitants sont appelés les Porgeais.

## Géographie

### Localisation

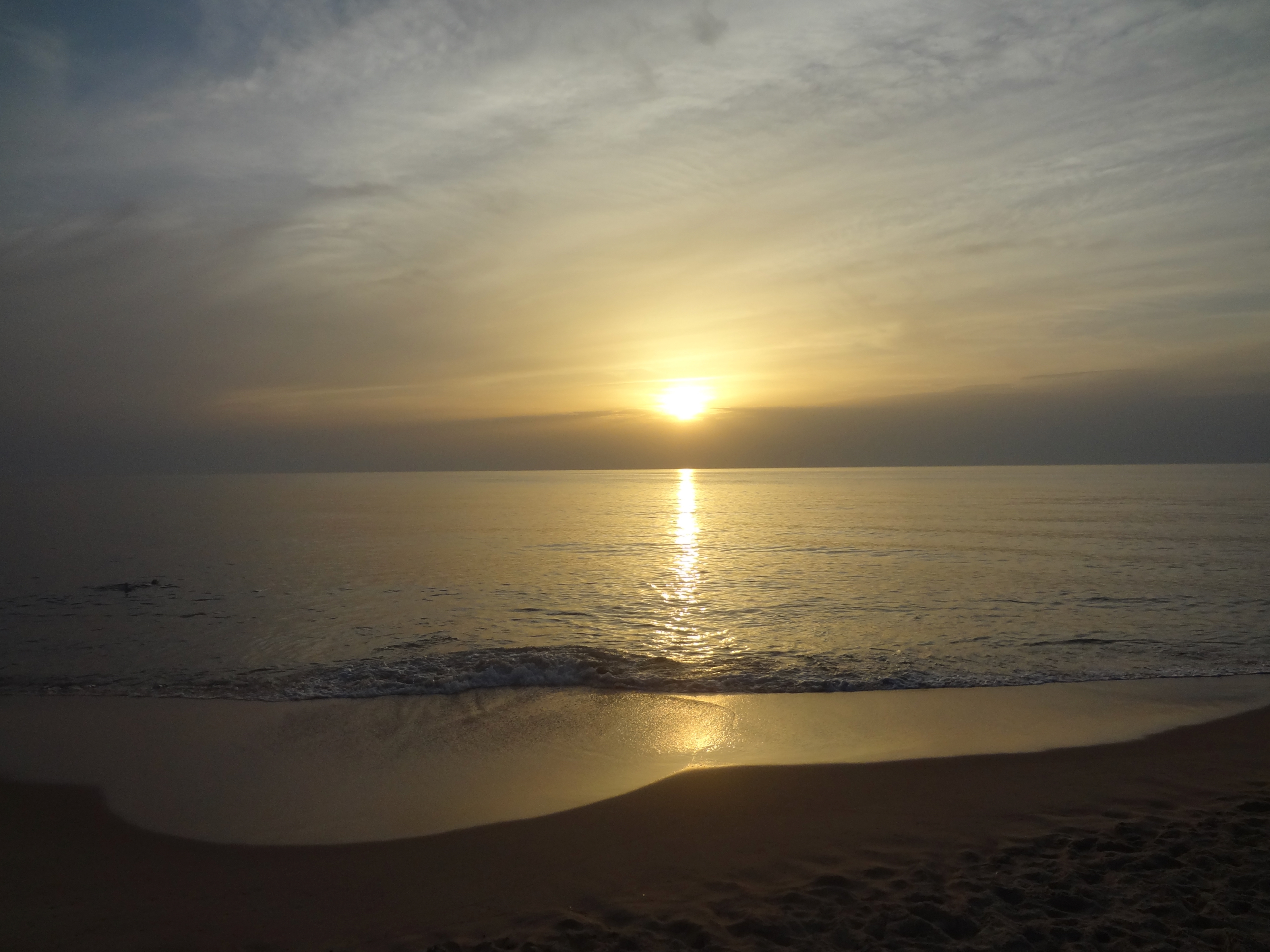
Coucher de soleil au Porge-Océan.

La commune du Porge se situe à la limite entre le Pays de Buch et le Médoc.
En plus du bourg proprement dit, Le Porge dispose d'une seule plage publique surveillée sur l'océan Atlantique au Porge-Océan dite « plage du Gressier ».

### Communes limitrophes
Les communes limitrophes sont  Arès, Lacanau, Le Temple, Lège-Cap-Ferret et Saumos.

### Climat
Pour des articles plus généraux, voir Climat de la Nouvelle-Aquitaine et Climat de la Gironde.
Historiquement, la commune est exposée à un climat océanique aquitain.  
En 2020, Météo-France publie une typologie des climats de la France métropolitaine dans laquelle la commune est exposée à un climat océanique et est dans la région climatique  Littoral charentais et aquitain, caractérisée par une pluviométrie élevée en automne et en hiver, un bon ensoleillement, des hiver doux (6,5 °C), soumis à la brise de mer.
Pour la période 1971-2000, la température annuelle moyenne est de 12,8 °C, avec une amplitude thermique annuelle de 13,6 °C. Le cumul annuel moyen de précipitations est de 975 mm, avec 12,8 jours de précipitations en janvier et 7 jours en juillet. Pour la période 1991-2020, la température moyenne annuelle observée sur la station météorologique la plus proche, située sur la commune de La Teste-de-Buch à 8,03 km à vol d'oiseau, est de 0,0 °C et le cumul annuel moyen de précipitations est de 0,0 mm,. Pour l'avenir, les paramètres climatiques de la commune estimés pour 2050 selon différents scénarios d’émission de gaz à effet de serre sont consultables sur un site dédié publié par Météo-France en novembre 2022.

## Urbanisme

### Typologie
Au 1er janvier 2024, Le Porge est catégorisée bourg rural, selon la nouvelle grille communale de densité à sept niveaux définie par l'Insee en 2022.
Elle appartient à l'unité urbaine de Le Porge, une unité urbaine monocommunale constituant une ville isolée,. Par ailleurs la commune fait partie de l'aire d'attraction de Bordeaux, dont elle est une commune de la couronne,. Cette aire, qui regroupe 275 communes, est catégorisée dans les aires de 700 000 habitants ou plus (hors Paris),.
La commune, bordée par l'océan Atlantique, est également une commune littorale au sens de la loi du 3 janvier 1986, dite loi littoral. Des dispositions spécifiques d’urbanisme s’y appliquent dès lors afin de préserver les espaces naturels, les sites, les paysages et l’équilibre écologique du littoral, tel le principe d'inconstructibilité, en dehors des espaces urbanisés, sur la bande littorale des 100 mètres, ou plus si le plan local d’urbanisme le prévoit.

### Occupation des sols

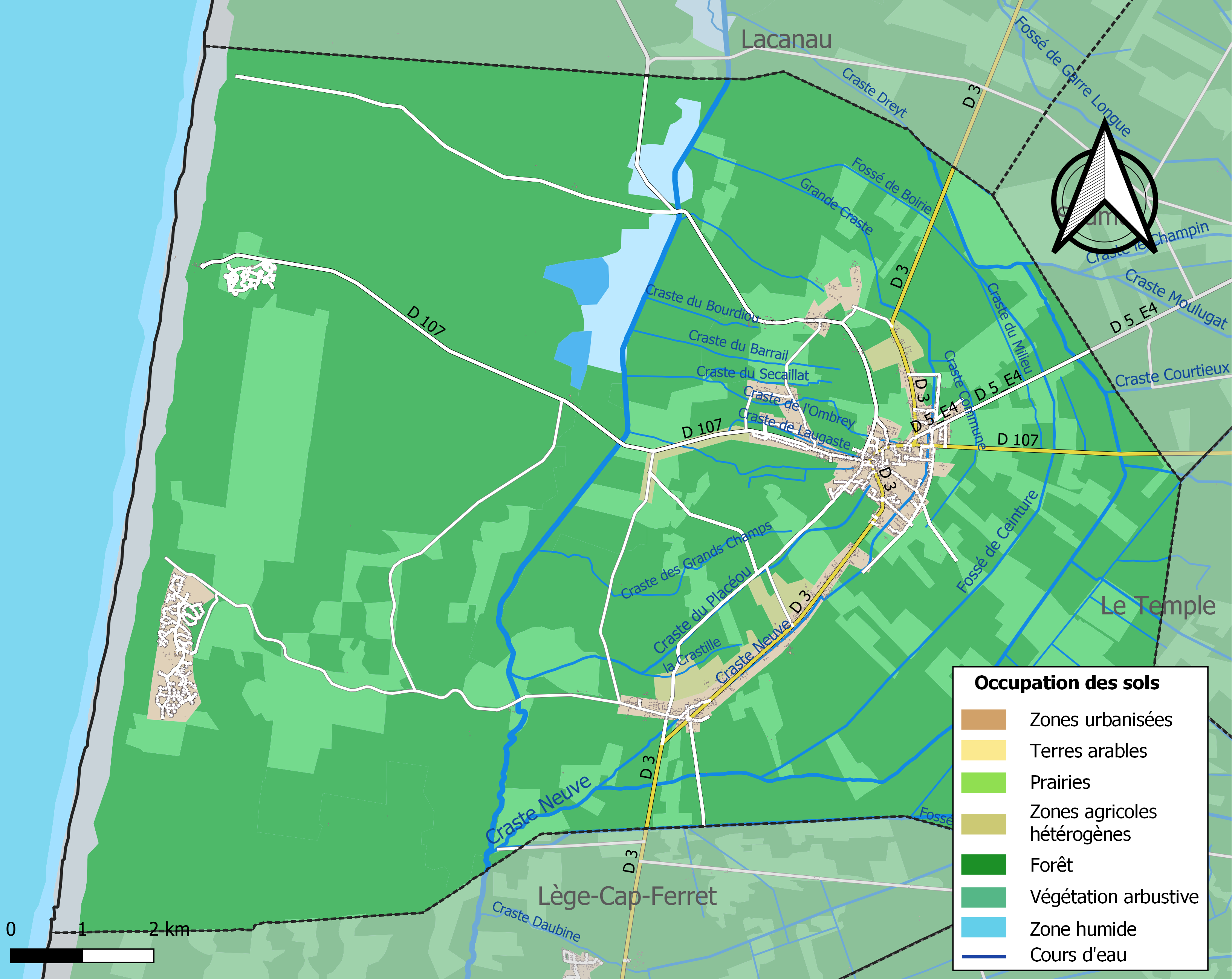
Carte des infrastructures et de l'occupation des sols de la commune en 2018 (CLC).

L'occupation des sols de la commune, telle qu'elle ressort de la base de données européenne d’occupation biophysique des sols Corine Land Cover (CLC), est marquée par l'importance des forêts et milieux semi-naturels (93,3 % en 2018), en diminution par rapport à 1990 (94,6 %). La répartition détaillée en 2018 est la suivante : 
forêts (71,5 %), milieux à végétation arbustive et/ou herbacée (18,8 %), espaces ouverts, sans ou avec peu de végétation (3 %), zones urbanisées (2,7 %), zones humides intérieures (1,5 %), zones agricoles hétérogènes (1 %), espaces verts artificialisés, non agricoles (0,7 %), eaux continentales (0,4 %), terres arables (0,3 %). L'évolution de l’occupation des sols de la commune et de ses infrastructures peut être observée sur les différentes représentations cartographiques du territoire : la carte de Cassini (XVIIIe siècle), la carte d'état-major (1820-1866) et les cartes ou photos aériennes de l'IGN pour la période actuelle (1950 à aujourd'hui).

### Risques majeurs
Le territoire de la commune du Porge est vulnérable à différents aléas naturels : météorologiques (tempête, orage, neige, grand froid, canicule ou sécheresse), inondations, feux de forêts, mouvements de terrains et séisme (sismicité très faible). Un site publié par le BRGM permet d'évaluer simplement et rapidement les risques d'un bien localisé soit par son adresse soit par le numéro de sa parcelle.
Certaines parties du territoire communal sont susceptibles d’être affectées par le risque d’inondation par submersion marine. La commune a été reconnue en état de catastrophe naturelle au titre des dommages causés par les inondations et coulées de boue survenues en 1982, 1999 et 2009,.
Le Porge est exposée au risque de feu de forêt. Depuis le 20 avril 2016, les départements de la Gironde, des Landes et de Lot-et-Garonne disposent d’un règlement interdépartemental de protection de la forêt contre les incendies. Ce règlement vise à mieux prévenir les incendies de forêt, à faciliter les interventions des services et à limiter les conséquences, que ce soit par le débroussaillement, la limitation de l’apport du feu ou la réglementation des activités en forêt. Il définit en particulier cinq niveaux de vigilance croissants auxquels sont associés différentes mesures,.
Les mouvements de terrains susceptibles de se produire sur la commune sont des avancées dunaires. La migration dunaire est le mouvement des dunes, vers l’intérieur des terres. Les actions conjuguées de la mer et du vent ont pour effet de déplacer les sables et donc de modifier la morphologie du littoral.
Par ailleurs, afin de mieux appréhender le risque d’affaissement de terrain, l'inventaire national des cavités souterraines permet de localiser celles situées sur la commune.
Concernant les mouvements de terrains, la commune a été reconnue en état de catastrophe naturelle au titre des dommages causés par des mouvements de terrain en 1999.

## Toponymie
La commune du Porge s'appelait autrefois « Le Porge en Buch », qui se disait en latin Porticus de Bogio. 
 Porticus signifie « porte » ou « porche », et Bogio est relatif au peuple qui s'établit en Pays de Buch à l'époque Gallo-Romaine : les Boïates, dont le nom donnera Buch. Le Porge était donc « la porte du Pays de Buch » quand on venait du Médoc.
Le Porge étant à la limite du Pays de Buch et du Médoc, pays gascons, la plupart des lieux-dits y sont explicables par le gascon, par exemple la Lède nègre, le chemin gleyzaou, le Houdin, la Lande cousteyre, la Grêle (l'Agrehle), le Bourdiou, le Bécadey…

## Histoire
Les sables ont englouti la première église située en bordure des marais au lieu-dit explicite de Gleyze-Vieille à l'ouest du bourg actuel.
Le Porge est une étape de la voie de Soulac, itinéraire du pèlerinage de Saint-Jacques-de-Compostelle aussi appelé Voie des Anglais.
Le 18 juillet 1989, lors d'un été de canicule et de sécheresse, un incendie éclate au lieu-dit « Mistre », entre Le Porge et Lacanau. Attisé par un vent soufflant à 25 kilomètres à l'heure, le feu se propage dans Le Porge, après avoir sauté un pare-feu de 50 mètres. Le 19, plusieurs foyers se rallument, le feu se dirige vers l'océan et atteint le camping communal de « La Grigne », que les pompiers font évacuer (2 800 estivants), de même que la plage du Gressier (12 000 personnes), puis le village naturiste de « La Jenny ». On ne déplore aucune victime humaine, heureusement, mais les flammes ont ravagé 3 800 hectares de pins.

## Politique et administration

### Liste des maires
| Période                                  | Période           | Identité           | Étiquette | Qualité |
| ---------------------------------------- | ----------------- | ------------------ | --------- | --- |
| ?                                        | mars 1989         | Gérard Blanc       |           | Réélu en 1977 |
| mars 1989                                | mars 2001         | Claude Jaumouillé  | PS        | Ancien proviseur Réélu en 1995 |
| mars 2001                                | mars 2008         | Alain Deyres       | DVD       | |
| mars 2008                                | juin 2018 (décès) | Jésus Manuel Veiga | DVD       | Cadre supérieur 3e vice-président de la CC Médullienne (? → 2018) Réélu en 2014                                                                                           |
| juillet 2018                             | mai 2020          | Martial Zaninetti  | DVD       | Chef d'entreprise 3e vice-président de la CC Médullienne (2018 → 2020) |
| mai 2020                                 | En cours          | Sophie Brana       | DVG       | Professeur en économie et finances à l'université de Bordeaux 3e vice-présidente de la CC Médullienne (2020 → ) Fille de Pierre Brana, maire d'Eysines et député du Médoc |
| Les données manquantes sont à compléter. |                   |                    |           | |

### Politique de développement durable
La commune a engagé une politique de développement durable en lançant une démarche d'Agenda 21.

## Démographie
L'évolution du nombre d'habitants est connue à travers les recensements de la population effectués dans la commune depuis 1793. Pour les communes de moins de 10 000 habitants, une enquête de recensement portant sur toute la population est réalisée tous les cinq ans, les populations de référence des années intermédiaires étant quant à elles estimées par interpolation ou extrapolation. Pour la commune, le premier recensement exhaustif entrant dans le cadre du nouveau dispositif a été réalisé en 2007.

En 2022, la commune comptait 3 418 habitants, en évolution de +12,81 % par rapport à 2016 (Gironde : +6,91 %, France hors Mayotte : +2,11 %).
| 1793 | 1800 | 1806 | 1821 | 1831 | 1836 | 1841 | 1846 | 1851 |
| ---- | ---- | ---- | ---- | ---- | ---- | ---- | ---- | ---- |
| 562  | 566  | 544  | 643  | 679  | 694  | 754  | 797  | 802  |

| 1856 | 1861 | 1866 | 1872 | 1876 | 1881 | 1886 | 1891 | 1896 |
| ---- | ---- | ---- | ---- | ---- | ---- | ---- | ---- | ---- |
| 843  | 865  | 887  | 962  | 911  | 876  | 907  | 905  | 920  |

| 1901  | 1906  | 1911  | 1921  | 1926  | 1931 | 1936 | 1946 | 1954 |
| ----- | ----- | ----- | ----- | ----- | ---- | ---- | ---- | ---- |
| 1 019 | 1 428 | 1 218 | 1 028 | 1 090 | 947  | 876  | 840  | 929  |

| 1962  | 1968  | 1975  | 1982  | 1990  | 1999  | 2006  | 2007  | 2012  |
| ----- | ----- | ----- | ----- | ----- | ----- | ----- | ----- | ----- |
| 1 087 | 1 149 | 1 058 | 1 100 | 1 230 | 1 507 | 2 199 | 2 298 | 2 607 |

| 2017  | 2022  | - | - | - | - | - | - | - |
| ----- | ----- | - | - | - | - | - | - | - |
| 3 185 | 3 418 | - | - | - | - | - | - | - |

## Lieux et monuments
- L'église Saint-Seurin a été construite en 1892 en remplacement de la vieille église (elle-même reconstruite en 1662) qui se  trouvait initialement au lieu-dit Gleyze-Vieille à 5 km du village en direction de l'océan et était une halte sur le chemin littoral allant vers Compostelle.
- Sur la place Saint-Seurin, à proximité de l'église, se trouve un platane planté à la fin du XIXe siècle dont l'âge est ainsi estimé à environ 130 ans (2003). Il a reçu en 2003 le label d'arbre remarquable de France par l'association A.R.B.R.E.S[42].

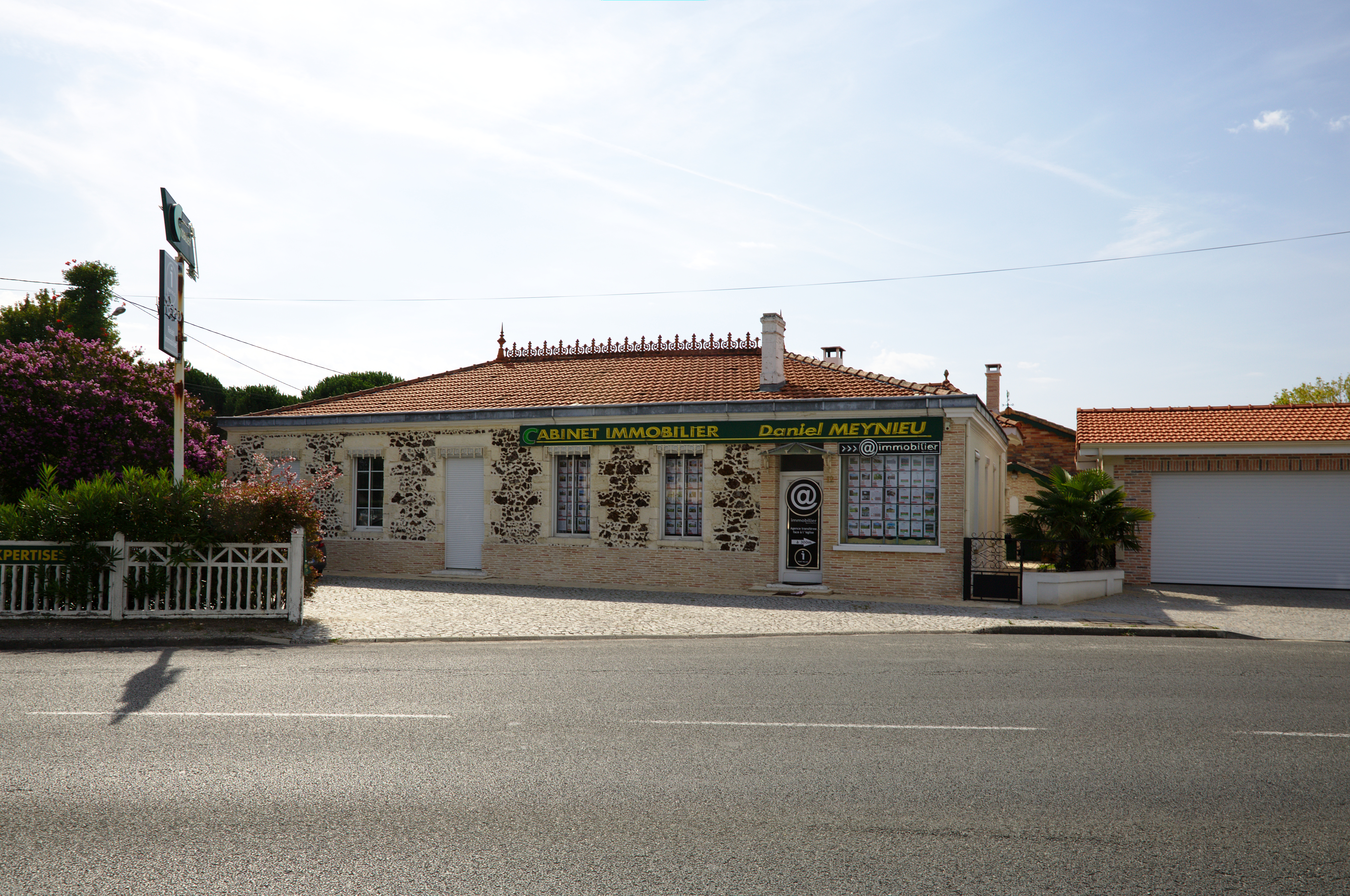
Agence immobilière.
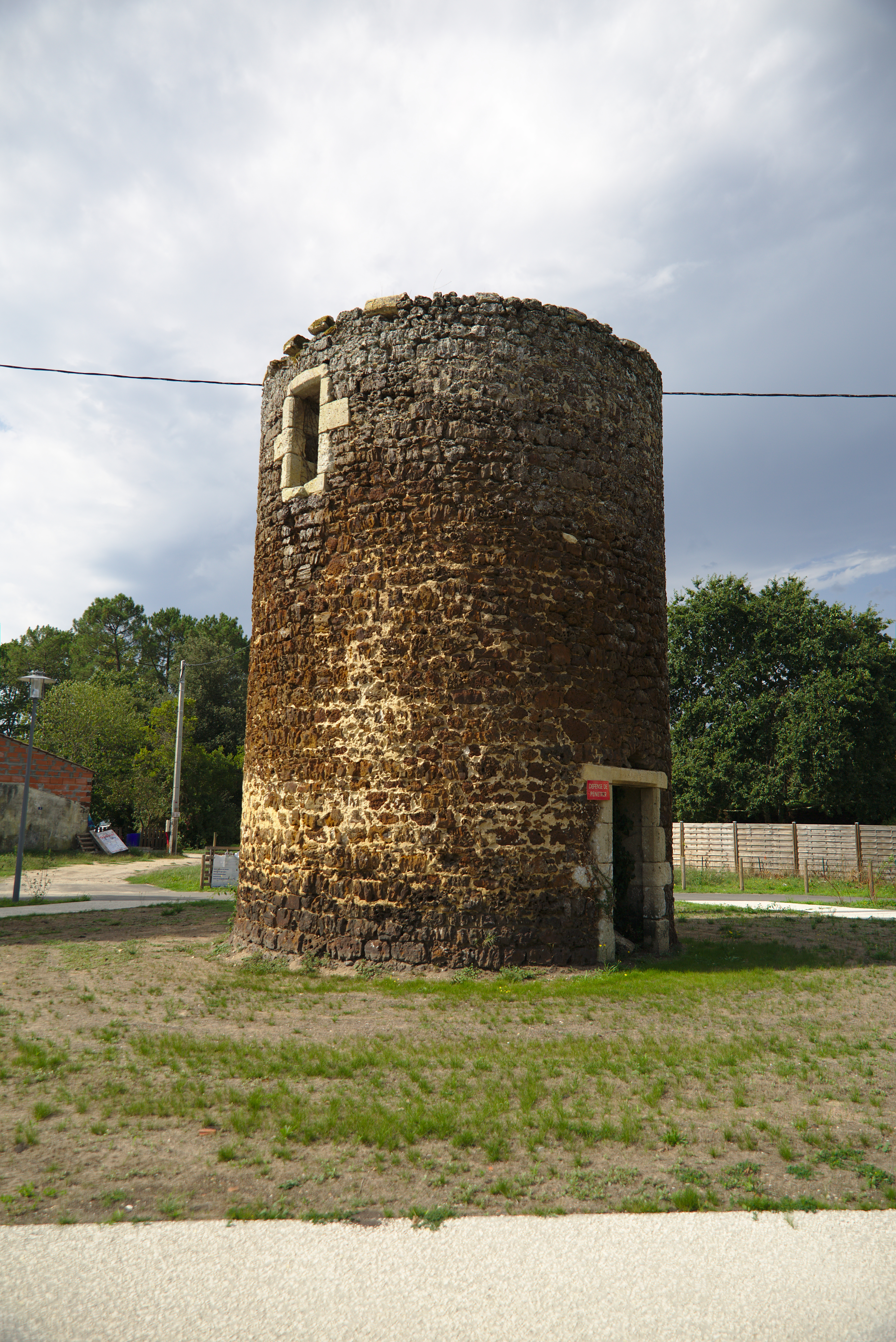
Ruine du moulin à vent.
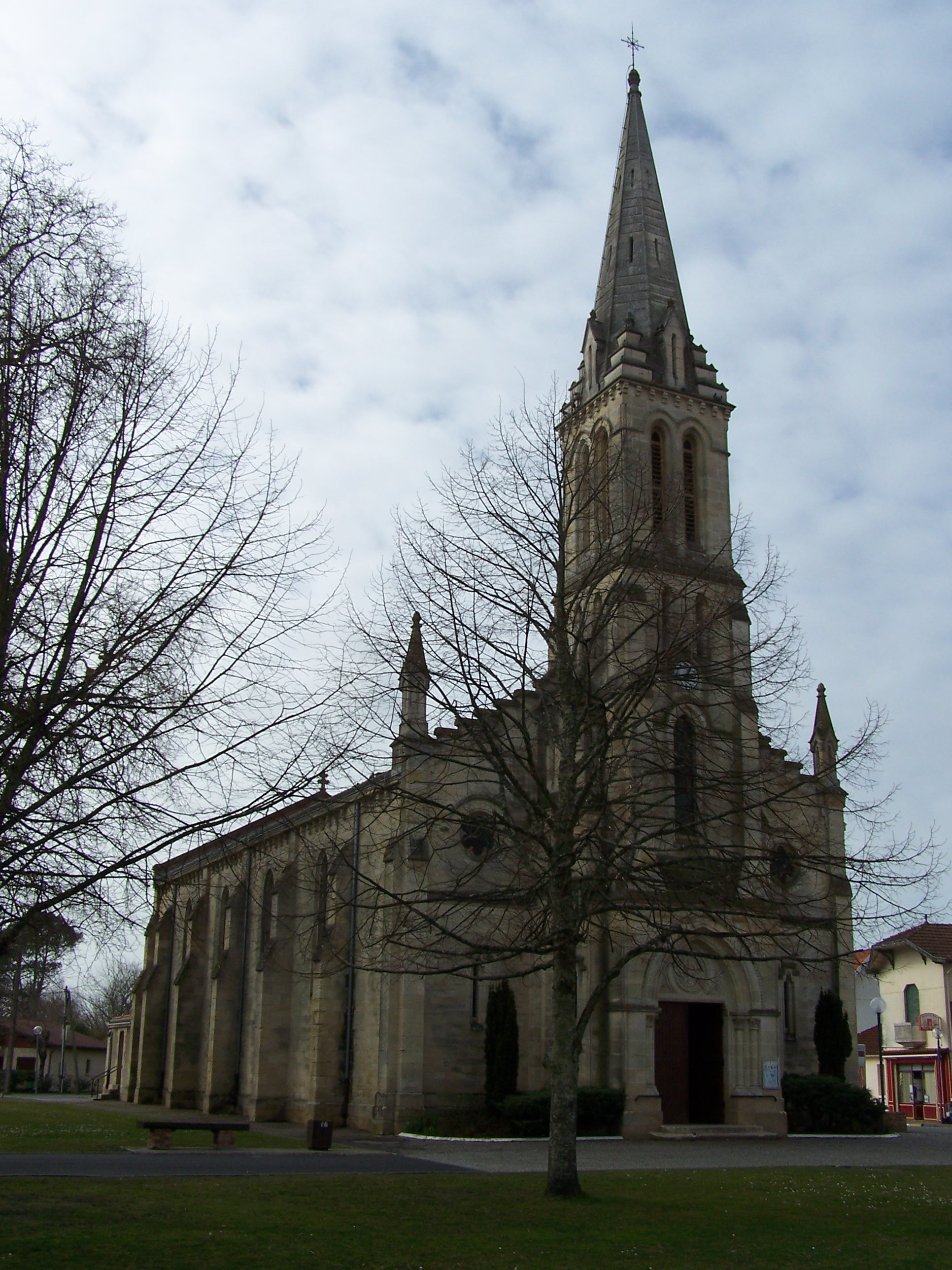
L'église Saint-Seurin (mars 2009).
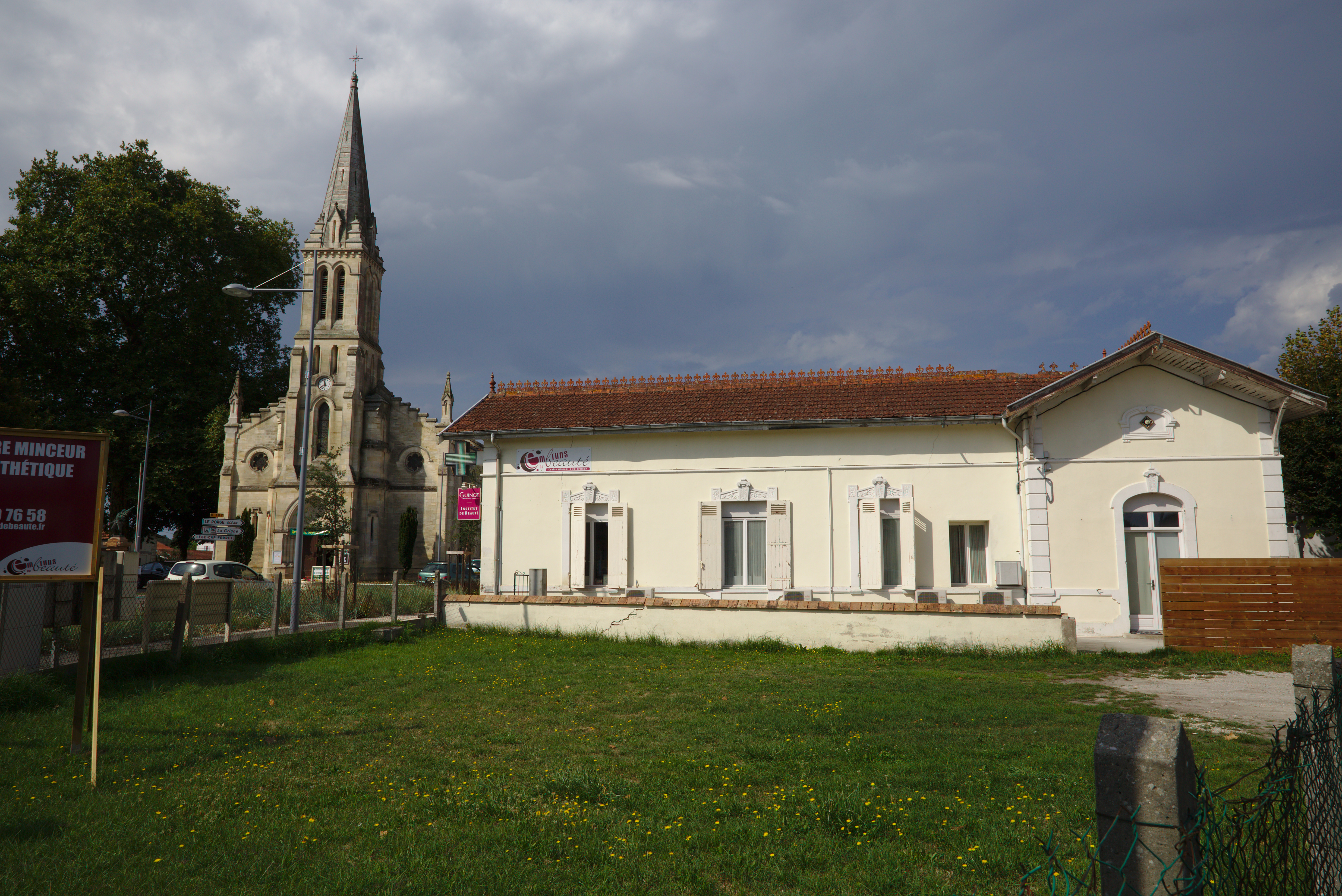
Le bourg.
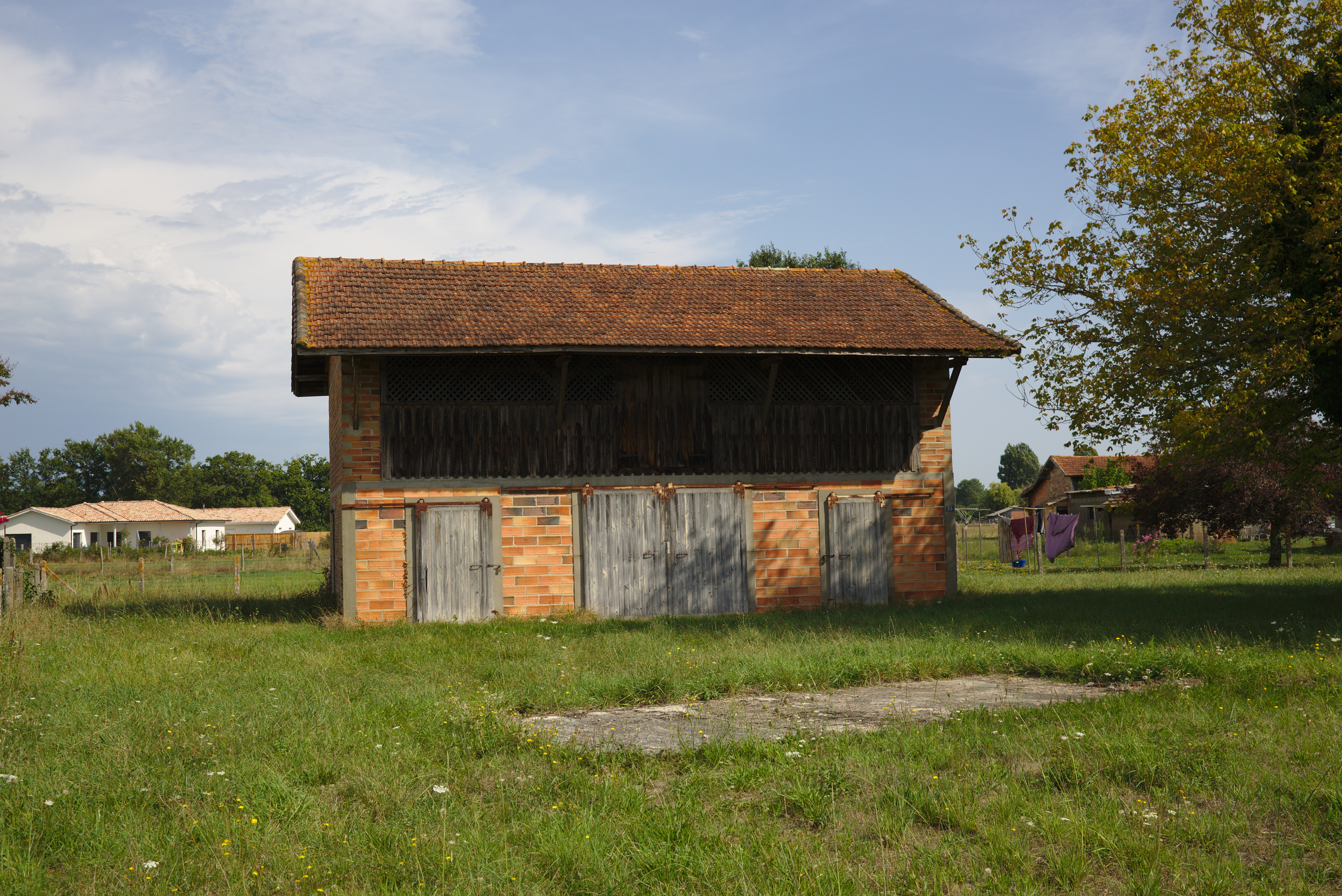
Grange traditionnelle.

### La plage du Gressier
La plage du Gressier comporte un grand parking sous couvert forestier d'une capacité d'accueil de 3 100 places (correspondant à environ 2,8 personnes par voitures en saison haute soit 8 680 plagistes) qui s'étend sur 4 km le long de l'arrière-dune. La plage du Gressier est la seule surveillée par la commune. Deux plages « sauvages » sont présentes sur le territoire communal : « La Cantine » au nord et la « Jenny » au sud accolée à celle naturiste.

### La Jenny
Le domaine résidentiel naturiste de La Jenny (de) créé en 1983 occupe une pinède de 127 ha. Ce domaine est uniquement constitué de chalets. Il offre une capacité d'hébergement de 2 265 personnes. La plage océane surveillée pour les naturistes, est à seulement quelques centaines de mètres. Il comporte un golf naturiste, unique au monde, avec un parcours de six trous, et un practice couvert et découvert.

## Vie locale

### Environnement
Le Conservatoire du littoral a fait l'acquisition en 2013 d'un site de 1 587 hectares. Le site s’étire en arrière du cordon dunaire sur 10 km du nord au sud et seulement 2 km de large, dans un secteur à forts enjeux touristiques et fonciers. Cette forêt entourée de la forêt domaniale à l’ouest et de la forêt communale à l’est constitue, sur 8 000 ha en propriétés publiques, un rempart contre l’urbanisation.

### Sports
- Le Porge est aussi un spot de surf prisé des surfeurs.[réf. nécessaire]
- Il existe également plusieurs associations sportives : football, tennis, judo, badminton, etc.
- L'été, un semi-marathon et un 10 km FFA, une course cycliste et un raid nature sont organisés.
- Une autre association (« Sports Loisirs Le Porge ») organise des activités de raids nature tout au long de l'année et développe la pratique du canoë sur le Canal des étangs.
- La construction d'une salle de sports multi-activités en 2007 va permettre le développement de sports comme le volley-ball, le handball et le basket-ball qui ne peuvent actuellement se pratiquer qu'à la belle saison.
- Circuit de moto-cross du Porge situé route de l'Esquirot
- Parcours santé et sportif dans le "Poumon Vert" : randonneurs et cyclistes se partagent près de 96 km de sentiers balisés et sécurisés (VTT et piétons autorisés). Départ de la Cabane de l’Entrade. Fermé en période de chasse.
- Sentier de randonnée "L'Homme et la Nature" 5KM. Niveau : facile. Départ de la Cabane de l’Entrade. Fermé en période de chasse.
- Skatepark : Le skateparc du Porge se situe à côté de la salle des fêtes et du city stade. Il se compose d'un quarter, d'une table, d'un rail. Il s'agit d'un équipement Funramp avec un revêtement inox sur plus de 300 m².
- City stade : Le city stade de Le Porge est situé au cœur du village à côté du terrain de pétanque, du skate parc et de la salle des fêtes.

## Activités
- Cache-cache en Médoc à Le Porge : jeu de piste gratuit à faire en autonomie et en famille.

## Galerie

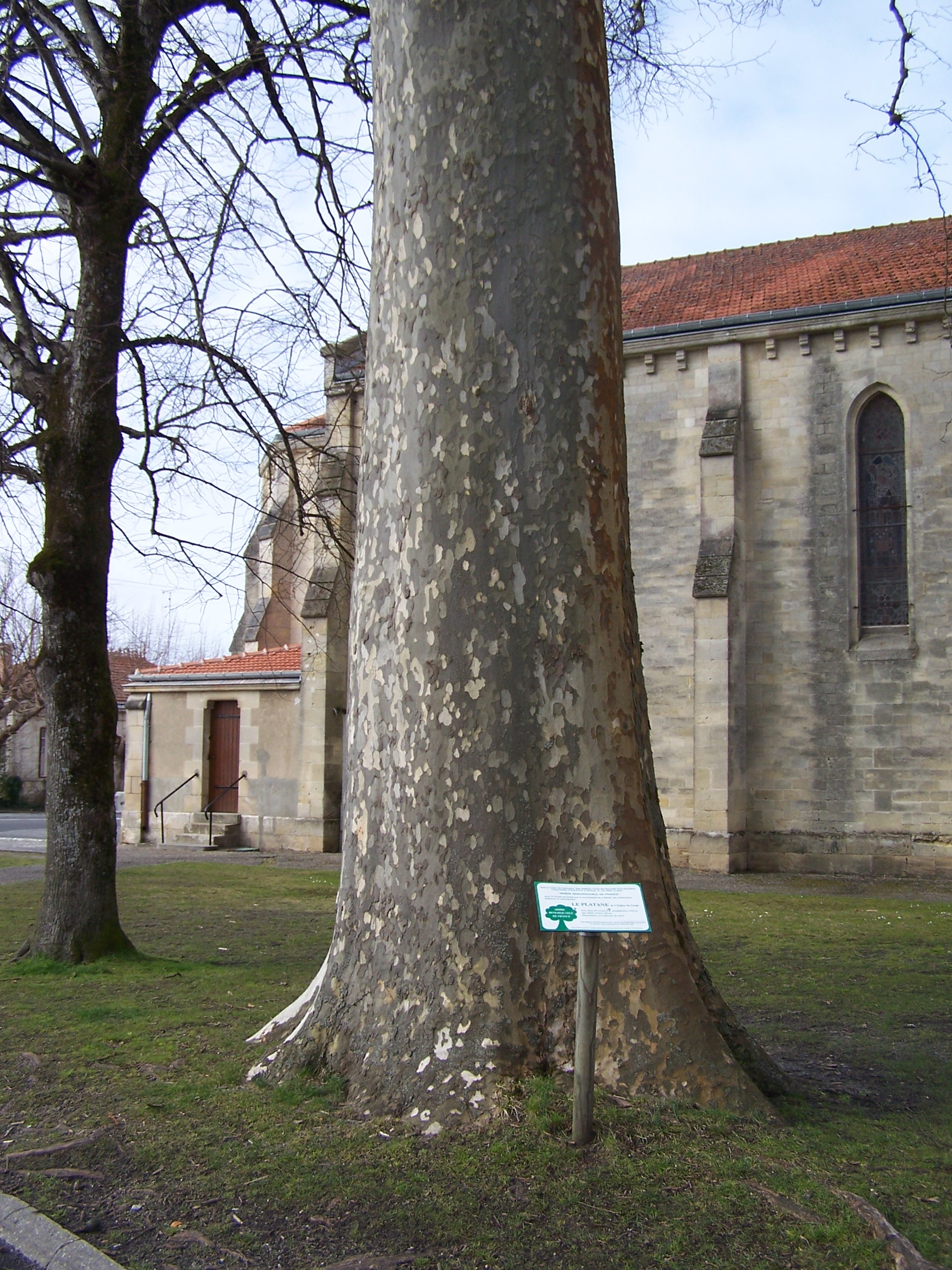
Le tronc du platane (image d'hiver) (mars 2009)
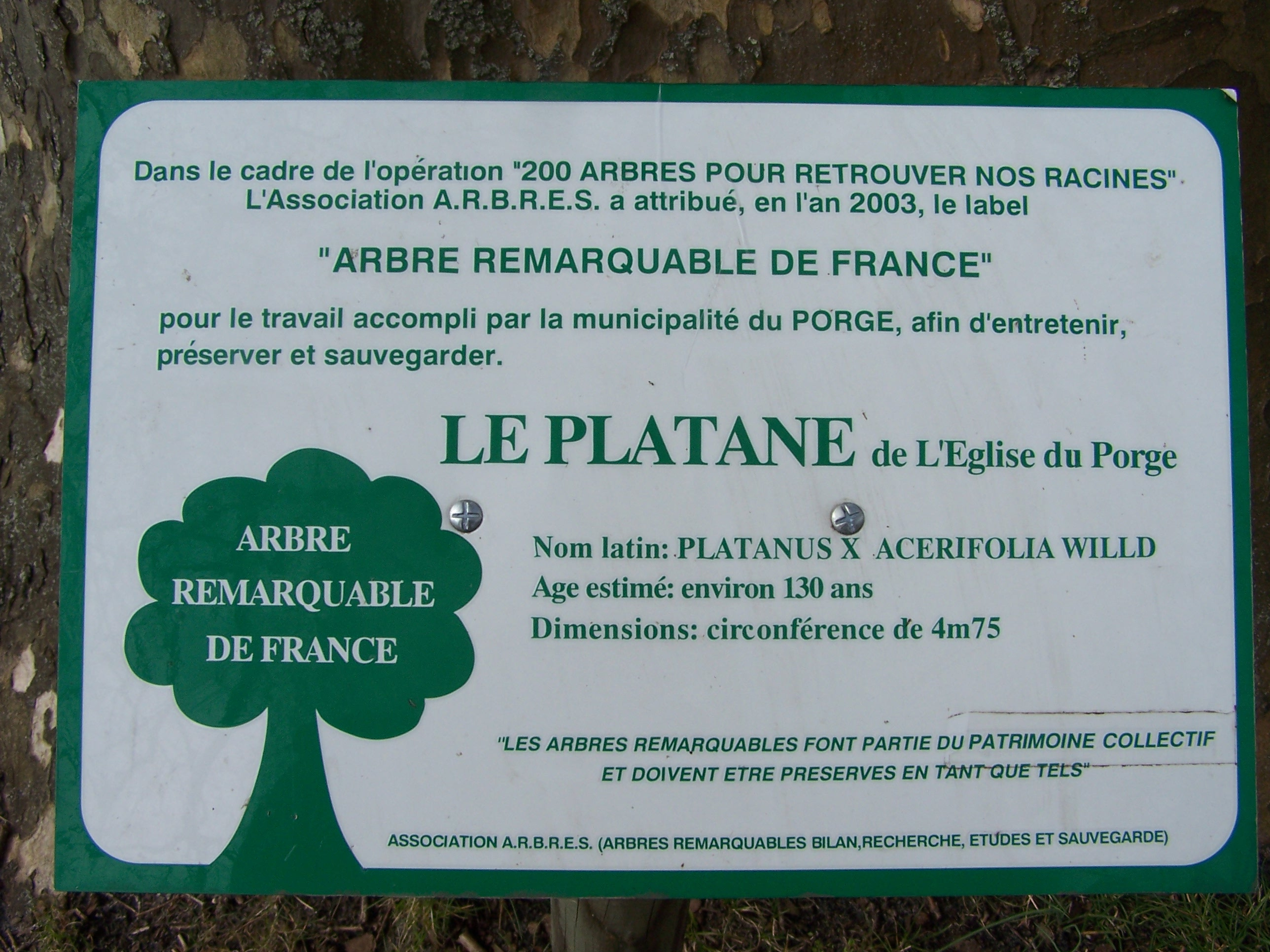
Le panneau du label d'arbre remarquable du platane (mars 2009)
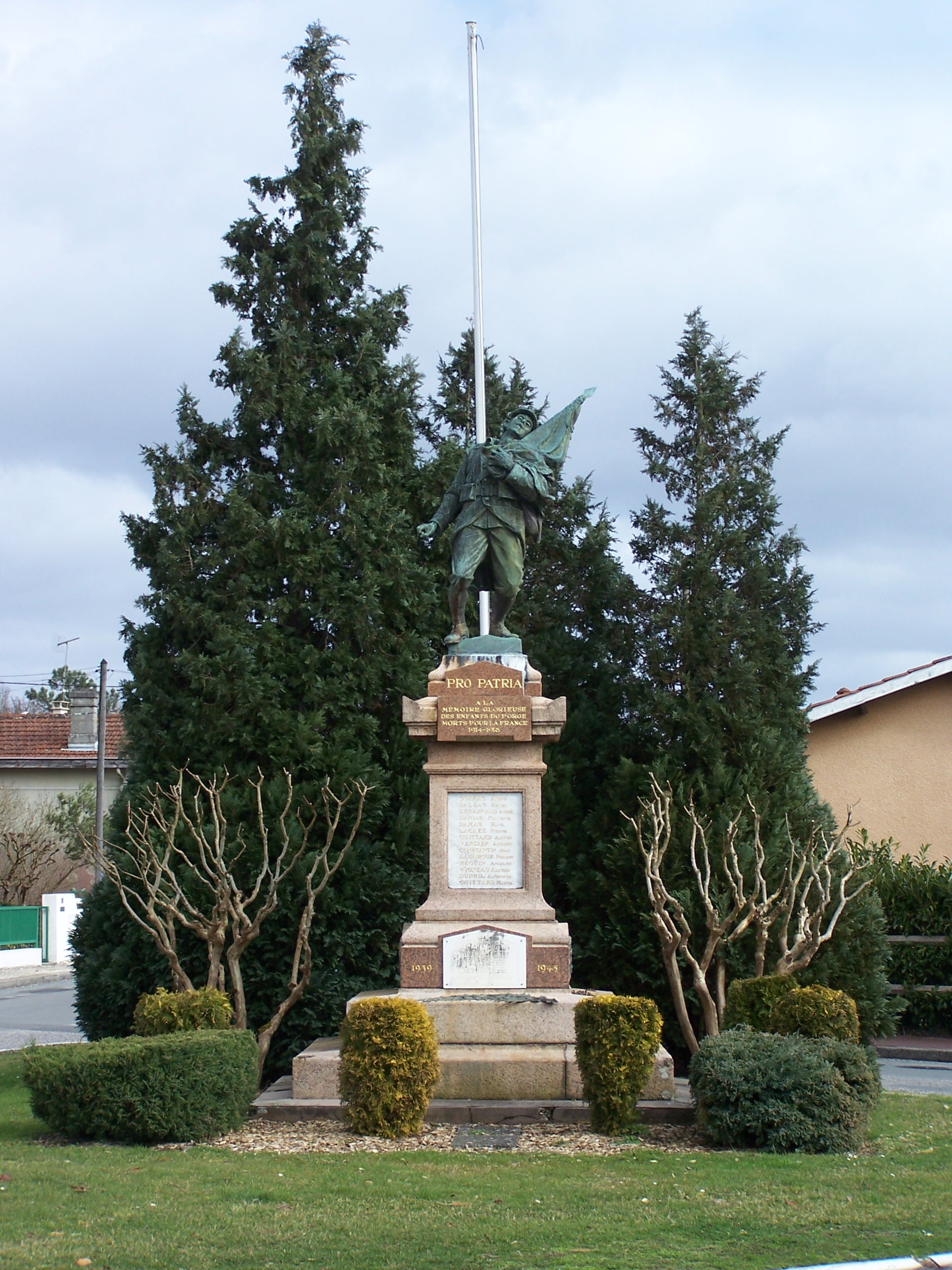
Le monument aux morts en face de la mairie (mars 2009)